# Georges Wagemans

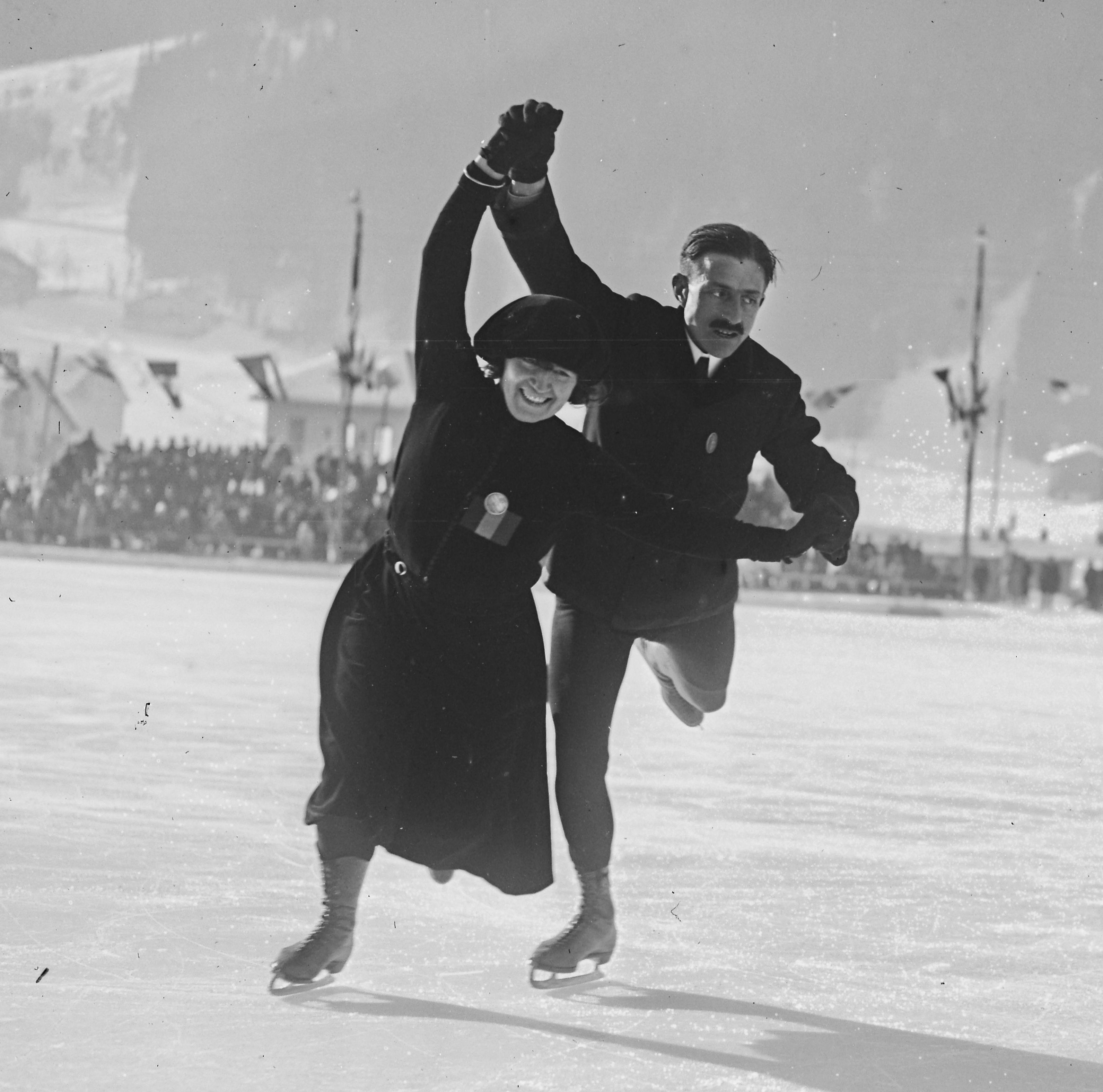
Georges Wagemans och Gérardine Herbos på OS 1924.

Georges Joseph Martin Guillaume Wagemans, född 8 november 1880 i Ixelles i Bryssel, död 3 januari 1966 i Sint-Genesius-Rode i Flandern, var en belgisk konståkare. Han deltog i olympiska spelen i Antwerpen 1920 (sjätte plats) och Chamonix 1924 (femte plats) i paråkning tillsammans med Gérardine Herbos.